# So geht das jede Nacht
So geht das jede Nacht – utwór niemieckiego wokalisty Freddy’ego Quinna, nagrany w 1956 roku i napisany przez Lothara Oliasa i Petera Mössera. Singiel był jedną z dwóch propozycji, które reprezentowały Niemcy podczas pierwszego Konkursu Piosenki Eurowizji w tym samym roku.
Podczas konkursu, który odbył się 24 maja 1956 roku, utwór został wykonany jako jedenasty w kolejności. Dyrygentem orkiestry podczas występu był Fernando Paggi. Z powodu niezachowania się oficjalnych wyników konkursu, nieznany jest końcowy rezultat piosenki.
Utwór został zamieszczony na stronie b winylowego wydania singla z 1960 roku, natomiast na stronie a znalazła się piosenka „Rosalie”. Po konkursie, wokalista nagrał japońskojęzyczną wersję singla „So geht das jede Nacht” – „Kimi wa maiban no”.